# Артист (альбом)
«Артист» — девятый и последний студийный альбом русской рок-группы «Кукрыниксы», выпущенный в 2016 году.

## Об альбоме
Альбом посвящён всем артистам, в том числе и лидеру группы Король и Шут Михаилу Юрьевичу Горшеневу (брату Алексея Горшенева).

## Критика
Сергей Мезенев с Colta.ru отметил, что на этом альбоме «Кукрыниксы» распрощалась со званием «младшего „КиШа“», что, впрочем, никак не мешает коллективу продолжать свой поход за обязательной респектабельностью. Также критик отметил «максимально прямолинейный гитарный рок стадионных пропорций с упором на доступность для хорового пения».

## Список композиций
| №   | Название                      | Текст песни                  | Музыка           | Длительность |
| --- | ----------------------------- | ---------------------------- | ---------------- | ------------ |
| 1.  | «Артист»                      | Алексей Горшенёв             | Алексей Горшенёв | 3:53         |
| 2.  | «Шторм»                       | Алексей Горшенёв             | Алексей Горшенёв | 4:02         |
| 3.  | «Вера»                        | Алексей Горшенёв             | Алексей Горшенёв | 4:36         |
| 4.  | «Надежда»                     | Алексей Горшенёв             | Алексей Горшенёв | 4:00         |
| 5.  | «Экклезиаст»                  | Екклесиаст, Алексей Горшенёв | Алексей Горшенёв | 3:36         |
| 6.  | «Выход из роли»               | Алексей Горшенёв             | Алексей Горшенёв | 3:24         |
| 7.  | «Наше время»                  | Дмитрий Оганян               | Дмитрий Оганян   | 4:01         |
| 8.  | «Коммивояжер»                 | Алексей Горшенёв             | Алексей Горшенёв | 3:22         |
| 9.  | «Обнимай»                     | Алексей Горшенёв             | Алексей Горшенёв | 4:15         |
| 10. | «Ну вот, и ты ко мне спиной!» | Алексей Горшенёв             | Дмитрий Гусев    | 5:40         |
| 11. | «Смоктуновский»               | Алексей Горшенёв             | Алексей Горшенёв | 3:48         |
| 12. | «Последняя песня»             | Алексей Горшенёв             | Алексей Горшенёв | 4:04         |

## Сингл «Экклезиаст»
1. Обнимай (Горшенёв А.)
2. Экклезиаст (слова Экклезиаст, Горшенёв А. — муз. Горшенёв А.)
3. Наше время (Оганян Д.)
4. Экклезиаст (Kukremix — Фомин М.)
5. Обнимай (RadioEdit)
6. Бонус-видео (bonus video 28.09.2014 Спб Ск Юбилейный — работа над видео Сацкий Е. О., Planeta.ru)

### Участники записи
- Фокин Р. — запись.
- Фараджов Е. — сведение, мастеринг.
- Горшенёв А., Тетеревов В. — дизайн.

## Сингл «Вера, Надежда, Любовь»
1. Вера
2. Надежда
3. Любовь
4. Надежда MIX (KUKREMIX М.Фомин)

### Участники записи
- Музыка и тексты — Горшенёв А.
- Запись — группа «Кукрыниксы» (2015)
- Сведение, мастеринг — Фараджов Е.
- Дизайн — Дмитрий Прокопьев
- Отдельное спасибо А. Лебедь (помощь в съёмке клипа)

## Участники записи
- Алексей Горшенёв — вокал (кроме 7), бэк-вокал (7), музыка (кроме 7, 10), тексты (кроме 7).
- Игорь Воронов — гитара.
- Дмитрий Оганян — бас-гитара, бэк-вокал (кроме 7), вокал (7), музыка и текст (7).
- Михаил Фомин — ударные.
- Дмитрий Гусев — гитара (9, 10), музыка (10).
- Дегтярев Михаил — струнные